# A Girl Like Me
Az A Girl Like Me Rihanna barbadosi énekesnő második albuma. 2006-ban jelent meg. Az album az 5. helyig jutott az Egyesült Államokban a Billboard Hot 100 slágerlistán; világszerte több mint 3 millió példányban kelt el. Az albumon olyan slágerek találhatóak, mint az SOS, az Unfaithful és a Break It Off.

## Felvételek
Rihanna újra Evan Rogers és Carl Sturken producerekkel dolgozott, akikkel első albuma, a Music of the Sun legtöbb számán is, valamint a norvég Stargate-tel és Shaffer „Ne-Yo” Smithszel, valamint a jamaicai Sean Paullal. She co-wrote three songs in the new album.2006 februárjának végére az album már majdnem teljesen elkészült.
A könnyed, gyors tempójú dalokat tartalmazó Music of the Sunhoz hasonlítva az A Girl Like Me stílus tekintetében összetettebb. Rihanna az interjúban azt mondta az album témájáról: „Saját tapasztalataimról énekelek, olyan dolgokról, amiken más 18 éves lányok is átmennek, tehát a fejlődésről szól. Az albumon olyan stílusok is érezhetőek, mint a régies rock and roll, amit a rockos-reggae-s Kisses Don’t Lie képvisel, és balladák is szerepelnek az albumon (A Million Miles Away; Unfaithful).

## Fogadtatása
Az A Girl Like Me nagyrészt pozitív, illetve vegyes kritikákat kapott. David Jeffries, az AllMusic újságírója azt írta, „A sokoldalú dance-pop-énekesnő, Rihanna ügyesen elkerüli a második albumokra jellemző minőségi visszaesést A Girl Like Me című albumával, mely kevésbé trópusi hangulatú, városiasabb, mint napfényes-kacagós első albuma. Különösen az SOS, az Unfaithful és a Break It Off című dalokat dicsérték a kritikusok. A The Observer szerint „egy kis Sugababes-féle harmónia, némi M.I.A.-stílusú elektro és egy kis reggae, ebből jutunk el Rihannához. Ha kedvelted a tavalyi, nevetségesen fülbemászó Pon De Replayt, akkor itt van belőle az újabb adag.
Az album az amerikai Billboard 200 slágerlista 5. helyén nyitott, az első héten több mint 115 000 példány kelt el belőle, csaknem kétszer annyi, mint az első albumból. A brit albumslágerlista 6. helyén debütált, az első héten 24 000 eladott példánnyal; júliusban az új kislemez, az Unfaithful sikerének köszönhetően az 5. helyig kapaszkodott fel a listán. Jelenleg platinalemez, kb. 400 000 eladott példánnyal. Világszerte az első héten 200 000 példány kelt el belőle. A RIAA-tól platinalemez minősítést kapott.
Az első kislemezt, az SOS-t (ismert S.O.S. (Rescue Me) címen is) gyakran játszották a rádiók az USA-ban és Kanadában is, és mindkét országban jó eredményeket ért el a rádiós játszáson alapuló slágerlistákon. A dal részleteket tartalmaz a Soft Cell együttes 1981-es Tainted Love-feldolgozásából. A dal az Egyesült Királyságban a 2., az USA-ban az első helyre került a slágerlistán. A második kislemez, az Unfaithful a 6. helyre került a Billboard Hot 100-on. A harmadik kislemezt, a We Ride-ot augusztus 21-én küldték el a rádióknak, de nem lett olyan sikeres, mint az első kettő; a Hot 100-ra nem került fel, legmagasabb helyezése a 6. volt a Bubbling Under Hot 100 Singles slágerlistán; a nightclubokban azonban nagy sikert aratott. A negyedik kislemez a Break It Off volt, melyen Sean Paul rappel. A dal a 9. helyig jutott a Hot 100-on, ez lett Rihanna negyedik Top 10 slágere.
Az albumot sikeressége miatt Németországban újra megjelentették, ez a Deluxe Edition, melyhez egy bónusz-CD is jár, rajta olyan dalokkal, melyeket az A Girl Like Me és a Music of the Sun albumokhoz írtak, végül azonban nem kerültek fel rájuk, valamint két videóklipet.

## Számlista
| #                                  | Cím                                                      | Szerző                                                                                      | Hossz |
| ---------------------------------- | -------------------------------------------------------- | ------------------------------------------------------------------------------------------- | ----- |
| 1.                                 | SOS                                                      | J. Rotem, E. Kidd Bogart, E. Cobb                                                           | 4:00  |
| 2.                                 | Kisses Don’t Lie                                         | Evan Rogers, Carl Sturken, Rihanna Fenty                                                    | 3:53  |
| 3.                                 | Unfaithful                                               | S. Smith, T. Hermansen, M. Eriksen                                                          | 3:48  |
| 4.                                 | We Ride                                                  | M. Riddick, T. Hermansen, M. Eriksen                                                        | 3:56  |
| 5.                                 | Dem Haters (feat. Dwane Husbands)                        | M. Flowers, M. Hallim, A. Clarke, V. Morgan, E. Rogers, C. Sturken                          | 3:52  |
| 6.                                 | Final Goodbye                                            | Charlene Gilliam, Curtis Richardson, Luke McMaster                                          | 3:14  |
| 7.                                 | Break It Off (feat. Sean Paul)                           | Donovan Bennet, K. Ford, Rihanna Fenty, Sean Paul Henriques                                 | 3:34  |
| 8.                                 | Crazy Little Thing Called Love (feat. J-Status)          | E. Rogers, C. Sturken, D. Virgo, A. Barwise, B. Barwise, O. Stewart, A. Thompson            | 3:23  |
| 9.                                 | Selfish Girl                                             | E. Rogers, C. Sturken                                                                       | 3:38  |
| 10.                                | P.S. (I’m Still Not Over You)                            | E. Rogers, C. Sturken                                                                       | 4:11  |
| 11.                                | A Girl Like Me                                           | E. Rogers, C. Sturken, R. Fenty                                                             | 4:18  |
| 12.                                | A Million Miles Away                                     | E. Rogers, C. Sturken                                                                       | 4:11  |
| 13.                                | If It’s Lovin’ That You Want (Part II) (feat. Cory Gunz) | Jean Claude Oliver, Samuel Barnes, Makeba, Alaxsander Mosely, Scott Larock, Lawrence Parker | 4:08  |
| Európai bónuszdal & Deluxe Edition |                                                          |                                                                                             |       |
| 14.                                | Pon de Replay (Full Phat Remix)                          |                                                                                             | 4:04  |
| Japán bónuszdal                    |                                                          |                                                                                             |       |
| 15.                                | Who Ya Gonna Run To?                                     | E. Rogers, C. Sturken                                                                       | 4:00  |
| 16.                                | Coulda Been the One                                      | E. Rogers, C. Sturken                                                                       | 4:00  |
| Deluxe Edition bónuszlemez         |                                                          |                                                                                             |       |
| 1.                                 | Who Ya Gonna Run To?                                     | E. Rogers, C. Sturken                                                                       | 4:00  |
| 2.                                 | Coulda Been the One                                      | E. Rogers, C. Sturken                                                                       | 4:00  |
| 3.                                 | Should I? (feat. J-Status)                               |                                                                                             | 3:06  |
| 4.                                 | Hypnotized                                               | E. Rogers, C. Sturken, R. Fenty                                                             | 4:15  |
| 5.                                 | Unfaithful (NU Soul Remix)                               |                                                                                             |       |
|                                    | SOS (videóklip)                                          |                                                                                             |       |
|                                    | Unfaithful (videóklip)                                   |                                                                                             |       |

## Kislemezek
- SOS (2006)
- Unfaithful (2006)
- We Ride (2006)
- Break It Off (2006)

## Készítették
- Executive producerek: Carter Administration
- Co-producerek: Evan Rogers, Carl Sturken
- Producerek: Mike City, Gussie Clarke, Don Corleon, Mikkel S. Eriksen, Tor E. Hermansen, Poke & Tone, Evan Rogers, J. R. Rotem, Carl Sturken, The Conglomerate
- Hangproducerek: Makeba Riddick
- Mérnökök: James Auwater, Donovan „Vendetta” Bennett, Franny „Franchise” Graham, Jeremy Harding, Al Hemberger, Malcolm Pollack, J. R. Rotem, Tiger Stylz
- Vezérlés: Chris Gehringer
- Keverés: Jason Goldstein, Jason Groucott, Al Hemberger
- A&R: Jay Brown, Adrienne Muhammad, Tyran „Ty Ty” Smith
- Művészeti irányítás: Alli Truch

## Helyezések
| Slágerlista (2006)                | Legmagasabb helyezés | Minősítés       | Eladási adatok |
| --------------------------------- | -------------------- | --------------- | -------------- |
| Ausztrál ARIA albumslágerlista    | 9                    | Platinalemez    | 70 000         |
| Brit albumslágerlista             | 5                    | Platinalemez    | 300 000        |
| Cseh albumslágerlista             | 7                    |                 |                |
| Finn albumslágerlista             | 30                   |                 |                |
| Francia albumslágerlista          | 18                   | Aranylemez      | 139 600        |
| Holland albumslágerlista          | 1                    |                 |                |
| Ír albumslágerlista               | 5                    | 2× platinalemez | 30 000         |
| Japán Oricon albumslágerlista     | 4                    |                 |                |
| Lengyel albumslágerlista          | 42                   |                 |                |
| Kanadai albumslágerlista          | 1                    | Platinalemez    | 100 000        |
| Mexikói albumslágerlista          | 60                   |                 |                |
| Német albumslágerlista            | 13                   | Aranylemez      | 100 000        |
| Új-zélandi RIANZ albumslágerlista | 8                    | Aranylemez      | 7500           |
| Spanyol albumslágerlista          | 81                   |                 |                |
| Svájci albumslágerlista           | 6                    | Platinalemez    | 30 000         |
| Svéd albumslágerlista             | 29                   |                 |                |
| USA Billboard 200                 | 5                    | Platinalemez    | 1 000 000+     |
| Nemzetközi egyesített slágerlista | 3                    | Platinalemez    | 3 400 000      |